# Mimosa hirsuticaulis
Mimosa hirsuticaulis är en ärtväxtart som beskrevs av Hermann August Theodor Harms. Mimosa hirsuticaulis ingår i släktet mimosor, och familjen ärtväxter. Inga underarter finns listade i Catalogue of Life.